# Тсваналенд
Тсваналенд се нарича бивш бантустан в Югозападна Африка (днешна Намибия), създаден през 1980 г. от проапартейдското правителство с цел управлението на местните жители от племето тсвана.
Площта на бантустана е 1554 km2, а населението наброява около 10 000 души. Административен център е бил градчето Аминиус.
Тсваналенд подобно на останалите девет бантустана в Югозападна Африка е закрит през май 1989 г. успоредно с обявяване на независимостта на Намбия.